# Telavivské centrální autobusové nádraží

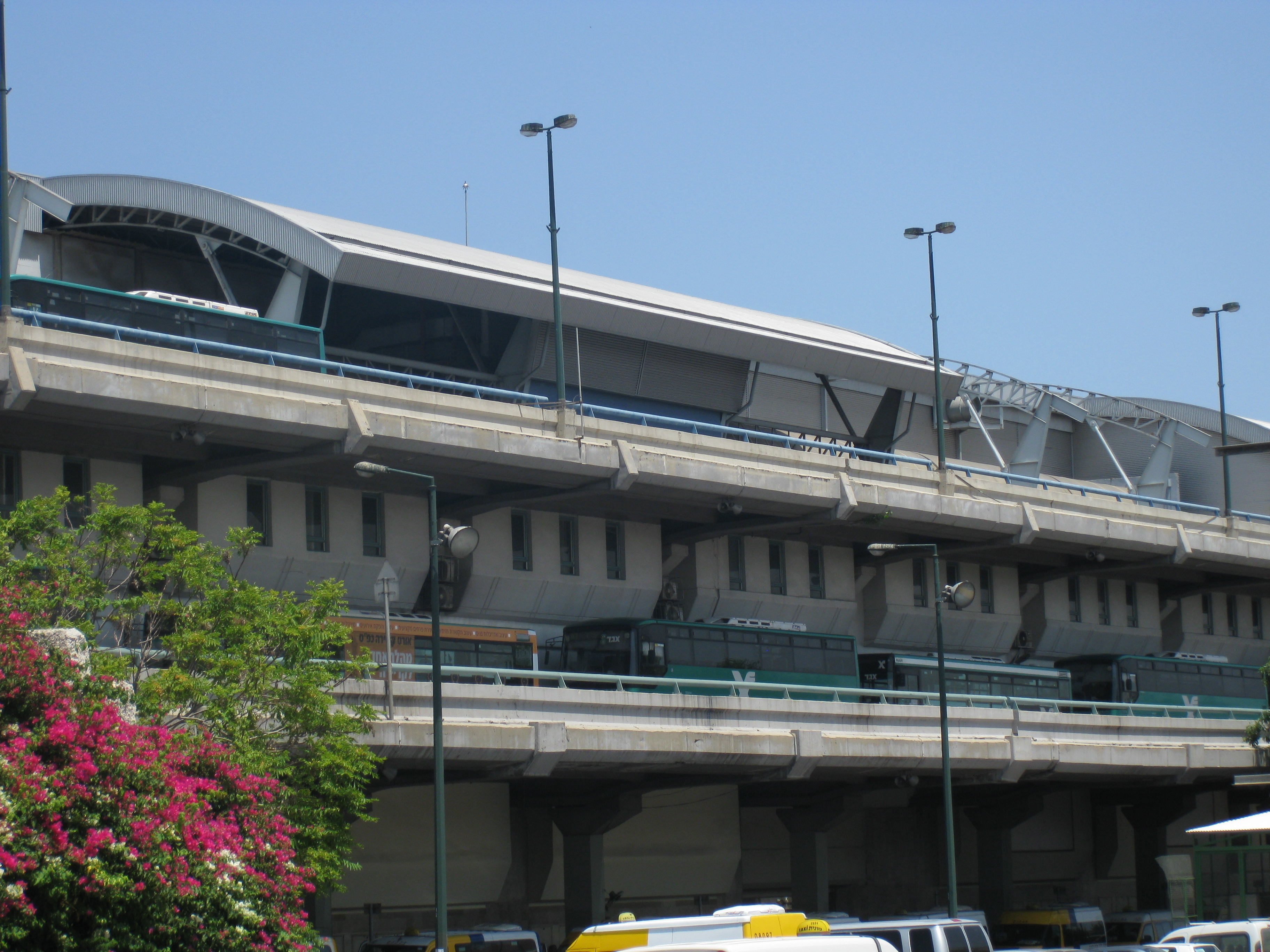
Vnější stěny nádraží

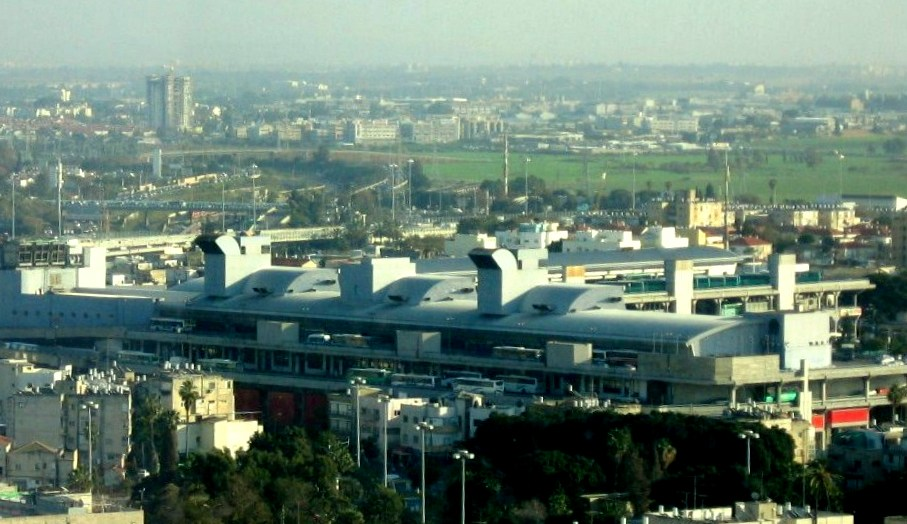
Exteriér komplexu nádraží

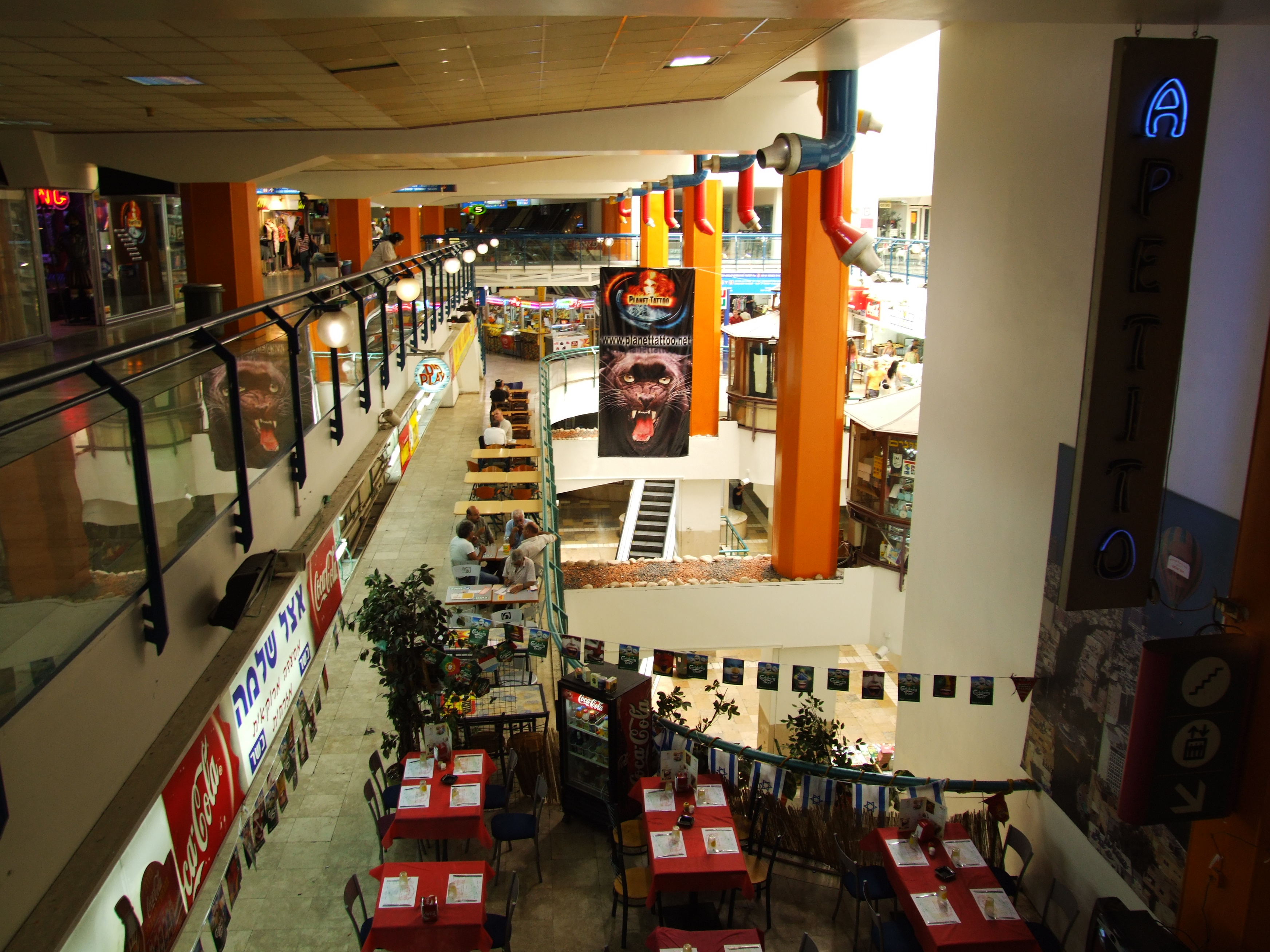
Interiér nádraží, pohled z 6. patra do nákupní zóny

Telavivské centrální autobusové nádraží (hebrejsky: התחנה המרכזית החדשה של תל אביב, Tachana ha-merkazit chadaša šel Tel Aviv) je druhý největší autobusový terminál na světě. Je situován v jižní části Tel Avivu v Izraeli, v městské části Neve Ša'anan, správním obvodu Rova 8 a samosprávné územní jednotce Rova Darom.

## Geografie
Leží v jižní části Tel Avivu, cca 2 kilometry od pobřeží Středozemního moře, v nadmořské výšce okolo 30 metrů. Nedaleko od východního okraje komplexu prochází takzvaná Ajalonská dálnice dálnice číslo 20, která společně s železniční tratí a tokem Nachal Ajalon tvoří hlavní severojižní komunikační osu aglomerace Tel Avivu. Nádraží je na uliční síť napojeno pomocí ulice Levinski, která prochází po jeho severní straně.

## Dějiny
Výstavba nádraží začala roku 1967. Podle stavu z roku 1971 již měla budova zčásti dokončen vnější skelet. Práce se ale potom výrazně zpomalily. Projektantem stavby byl Ram Karmi a developerem Arje Piltz. V roce 1976 byla dokončena hrubá stavba, ale právě tehdy byla tato stavba na mnoho let zastavena. Čekalo se na vypořádání po krachu stavební firmy Chefciba. Jeden z jejích zakladatelů, Mordechaj Jona, nakonec nádraží odkoupil (dodnes zde jeho firma vlastní 53 %) a teprve pak mohlo budování terminálu pokračovat. Nádraží bylo otevřeno až v roce 1993. Zaujímá pozemek o ploše 44 dunamů (4,4 hektaru), má několik pater a 230 000 čtverečních metrů vnitřních prostorů. Budova je předmětem odborné i laické kritiky jako zbytečně rozsáhlá, nepřehledná a špatně propojená s okolním městem. Někteří architekti dokonce navrhují jeho demolici a obnovu původního měřítka zástavby. Výstavbě nádraží totiž padlo za oběť několik bloků původní zástavby. Nedaleko odtud stávalo Staré telavivské centrální autobusové nádraží.
V roce 2003 zde byl spáchán bombový útok, který si vyžádal životy 23 osob a více než 100 zraněných.
Nádraží v Tel Avivu bylo po dlouhou dobu vůbec největším světovým autobusovým terminálem. V roce 2010 bylo předstiženo nádražím Millennium Park Bus Depot v Dilí v Indii.